# Anjo (Aichi)

Localização em Aichi

Anjō (安城市; -shi) é uma cidade japonesa localizada na província de Aichi.
Em 2003 a cidade tinha uma população estimada em 164 043 habitantes e uma densidade populacional de 1 907,25 h/km². Tem uma área total de 86,01 km².
Recebeu o estatuto de cidade a 5 de Maio de 1952.

## Cidades-irmãs
- Huntington Beach, Estados Unidos
- Kolding, Dinamarca
- Hobsons Bay, Austrália